# Epholca
Epholca là một chi bướm đêm thuộc họ Geometridae.

## Các loài
- Epholca arenosa (Butler, 1878)
- Epholca auratilis (Prout, 1934)
- Epholca fractisriga (Alphéraky, 1892)